# 三菱養和会調布グラウンド
三菱養和会 調布グラウンド（みつびしようわかい ちょうふグラウンド）は、東京都調布市にある三菱養和会のスポーツ施設。サッカーやラグビーなどに使える人工芝グラウンドとテニスコートなどで構成されている。

## 住所・アクセス
- 住所：東京都調布市染地二丁目48番1号[1]
- アクセス：京王線「調布駅」からバスで10分、下車し徒歩2分など。[1]

## 施設概要
出典：
- グラウンド（人工芝） - 8,600m²、照明施設あり。サッカーやラグビー、イベント等で使用。サッカー「三菱養和チャンピオンシップU-12」の会場として毎年使用される[3][4]。 三菱養和会のサッカースクールでも使用[5]。
- テニスコート（2面）- 三菱養和会テニススクールなどで使用[6]。
- クラブハウス